# Стаффоло
Стаффоло (итал. Staffolo) — коммуна в Италии, расположена в области Марке, подчинена административному центру Анкона.
Население коммуны, на 01.01.2024 года, составляет 2105 человек, плотность населения — 75,87 чел./км². Коммуна занимает площадь 27,75 км². 
Почтовый индекс — 60039. Телефонный код — 0731.
Покровителем коммуны почитается святой Эгидий, празднование 1 сентября.

## Демография
Динамика населения:

## Администрация коммуны
- Официальный сайт: https://web.archive.org/web/20090519101250/http://www.comune.staffolo.an.it/Engine/RAServePG.aspx